# Тенцинг Норгей
Тенцинґ Норгей (неп. तेन्जिङ नोर्गे शेर्पा, шерп. བསྟན་འཛིན་ནོར་རྒྱས; 15 травня 1914, Тенбоче — 9 травня 1986, Дарджилінг) — шерпський альпініст, здійснив першосходження на Еверест в 1953 році разом з новозеландцем Едмундом Гілларі.
Його ім'я значить «багатий-вдалий-послідовник релігії».
Тенцинґ здійснив своє сходження разом із новозеландським альпіністом Едмундом Гілларі. Спроба піднятися на гору роком раніше з швейцарцем Реймоном Ламбером закінчилася невдало.

## Сходження1953року

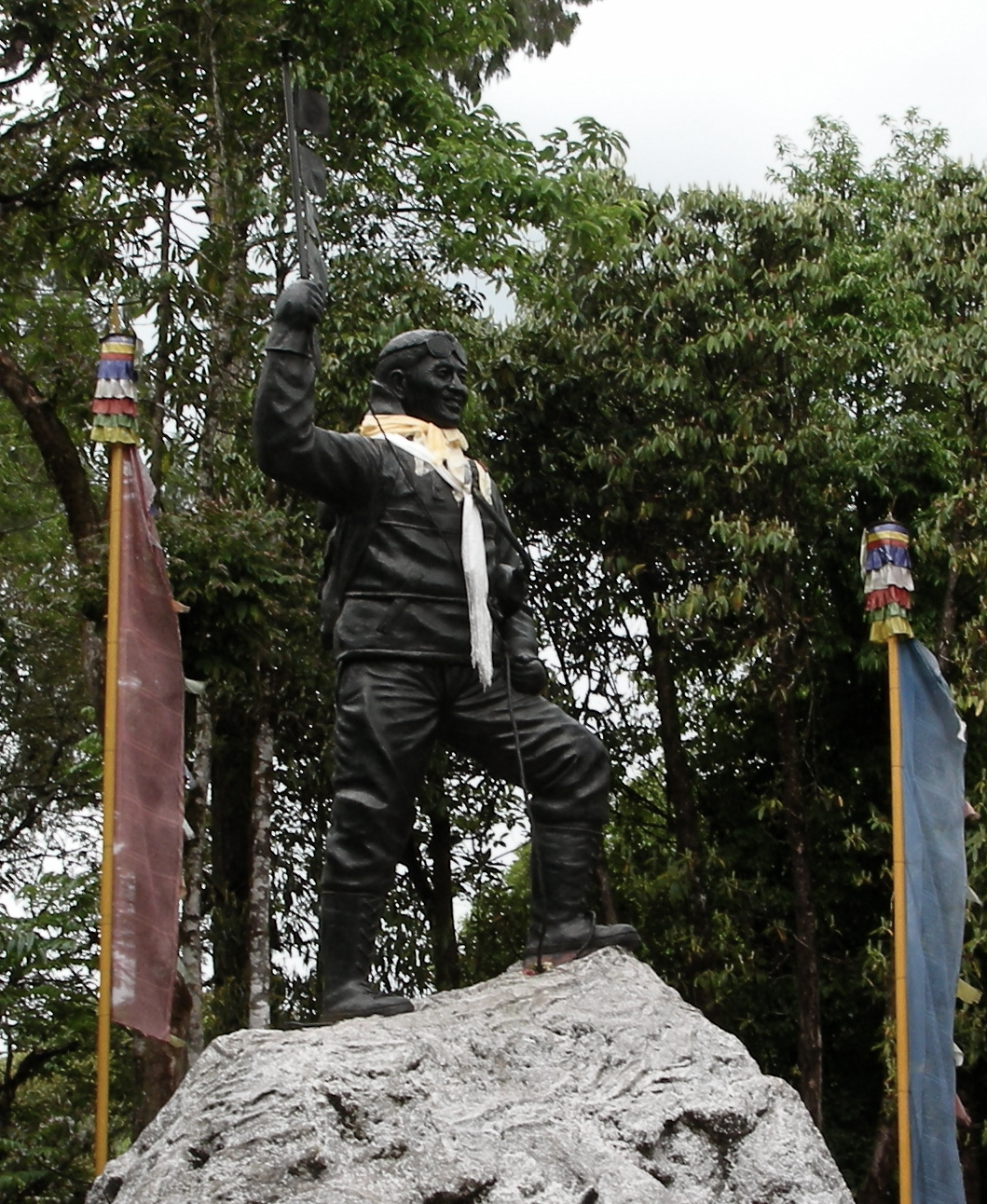
Пам'ятник, який відтворює позу Тенцинга на відомій фотографії Едмунда Гілларі зробленій на вершині Евересту.

Тенцинг Норгей зійшов на Еверест 29 травня 1953 разом з Едмундом Гілларі в рамках британської експедиції під проводом Джона Ганта. Сходження було приурочене до дня коронації Єлизавети II.
Тенцинг Норгей про вершину Евересту:

| Насамперед ми зробили те, що роблять всі альпіністи, зійшовши на вершину гори: потиснули один одному руки. Але хіба можна було обмежитися цим на Евересті! Я почав розмахувати руками, потім обхопив Гілларі, і ми стали бити один одного по спині ... Сяяло сонце, а небо - за все життя я не бачив синішого неба! ... Я дивився вниз і впізнавав місця, пам'ятні за минулим експедиціям ... довгий шлях, пройдений нами ... долини і узгір'я моєї рідної країни ... З усіх боків навколо нас височіли великі Гімалаї ... найбільші вершини світу, навіть сама Канченджанга, здавалися маленькими горбками. Ніколи ще я не бачив такого видовища і ніколи не побачу більше - дике, прекрасне і жахливе. Однак я не відчував жаху. Занадто сильно люблю я гори, люблю Еверест. У великий момент, якого я чекав все життя, моя гора здавалася мені не неживою кам'яною масою, покритою льодом, а чимось теплим, живим, дружнім. Вона була наче квочка, а інші вершини - курчата, що сховалися під її крилами. Мені здавалося, що я сам можу розкинути крила і прикрити ними мої улюблені гори. |
За сходження на Еверест Тенцинг Норгей був нагороджений Непальською Зіркою — вищою нагородою Непалу і нагородою Великої Британії — медаллю Георга VI.

## Галерея

Норгей на Евересті, 1953 р. Фото Едмунда Гілларі
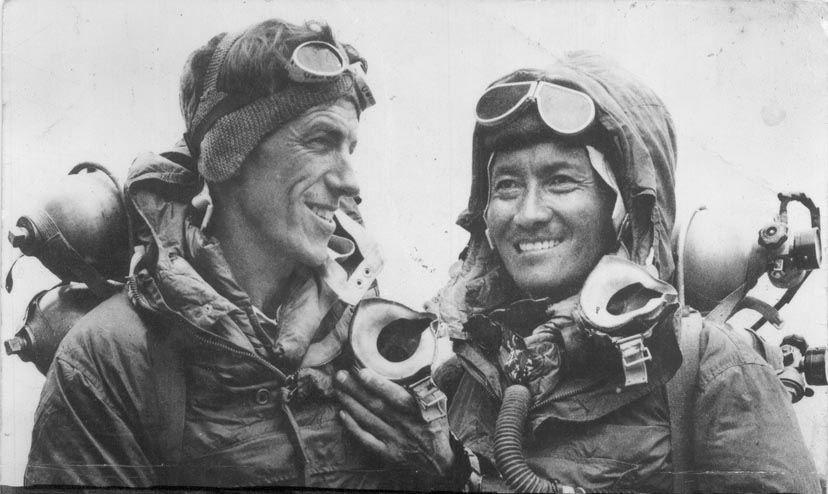
Едмунд Гілларі і Тенцинґ Норгей, 1953 р.
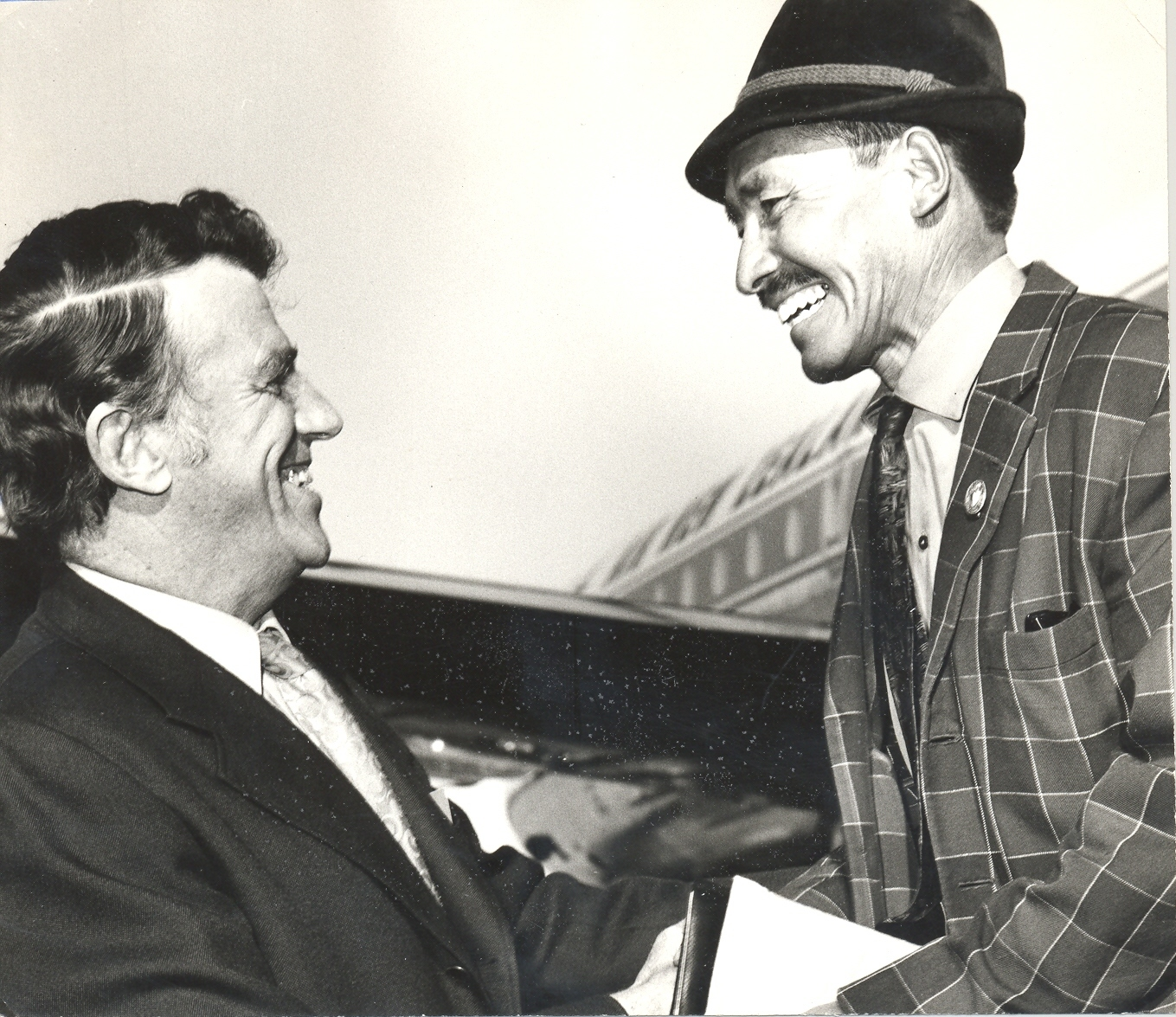
Едмунд Гілларі і шерп Тенцинґ Норгей, 1971 р.